# 江口渙

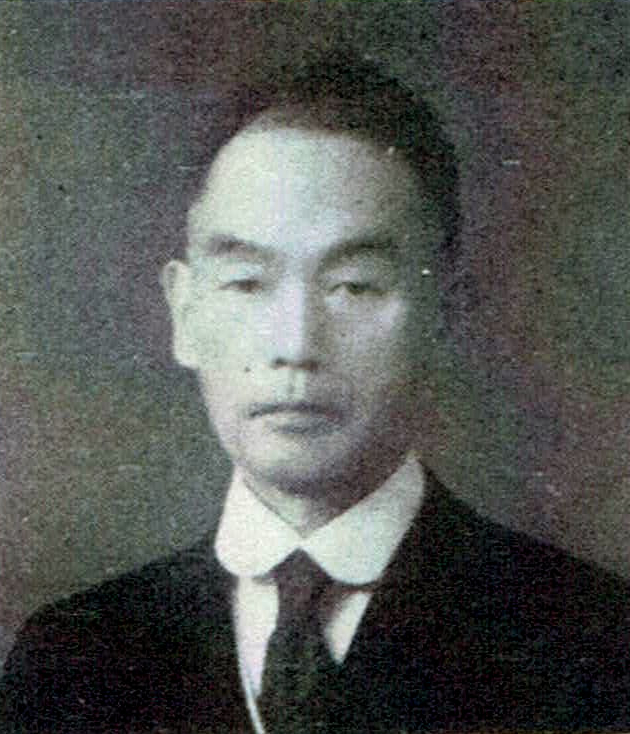
日本現代文学研究会『現代日本小説大系』第42巻（1949）より

江口 渙（えぐち かん、1887年7月20日 - 1975年1月18日）は、日本の小説家である。東京麹町生まれであるが、出身地は父の故郷である栃木県烏山町である。本名は同表記で「きよし」であるが、戦後は「かん」と改めた。父の江口襄は陸軍の軍医で、東大医学部で森鷗外と同期であった。

## 来歴
三重四中から第四高等学校に進学するも父と進路をめぐって対立し、四高を退学、第五高等学校に入り直す。この時期には俳句に没頭し、河東碧梧桐に認められる。1912年、東京帝国大学英文科に進学する。この年、雑誌『スバル』に短編『かかり船』（後に「赤い矢帆」と改題）を発表し、作家として認められる。このころから佐藤春夫・広津和郎・宇野浩二たちとの交友がはじまる。また、夏目漱石の知遇をうけ、漱石山房をしばしば訪れる。さらに芥川龍之介との交流も始まる（漱石の葬儀の際には、芥川と共に受付を務める）。1915年には北川千代と結婚（1922年に離婚）、1917年に大学を中退する。
1920年の日本社会主義同盟の結成大会に出席し、中央執行委員に選ばれる。1927年には小川未明らと日本無産派文芸連盟を結成したが、1928年に解散。同年の蔵原惟人の提唱による日本左翼文芸家総連合の結成に参加したころから、『戦旗』派に接近し、1930年には日本プロレタリア作家同盟の中央委員長に選出された。1933年の小林多喜二の死に際しては葬儀委員長をつとめ、それを理由に検挙されたこともある。
戦争の激化とともに、1944年には郷里の烏山に疎開し、そこで終生過ごすことになった。1951年の宮本百合子の死去のときにも葬儀委員長をつとめたように、民主主義文学の長老として、いわばお目付け役のような役割を果たしていた。また、1961年には中野重治とともに日本共産党の中央委員にも選出された。
1964年の新日本文学会第11回大会にあたって、当時の幹事会報告草案が、部分的核実験禁止条約への賛成をおしつけるような、当時の会の内部にあった意見の相違を無視する一方的なものであったことに反対し、霜多正次たちとともに、大会で意見の相違を保留して一致できる点で運動をすすめようとする〈対案〉を提出しようとしたが、大会の議長団によって拒否され、大会後にはそれを理由にして新日本文学会を除籍された。翌年の1965年には、日本民主主義文学同盟の創立大会で議長に選ばれ、死去までその職にあった。
1975年1月18日、心筋梗塞のため栃木県烏山町の自宅で死去。墓所は那須烏山市の養山寺。

## 親族
- 父・江口襄
- 先妻・北川千代(1894-1965)  - 児童文学作家
- 後妻・相馬孝

## 作品解説
処女作の『かかり船』は耽美的な作品であったが、大学を中退した頃からは社会の矛盾に目を向け、社会主義や無政府主義に近付いたため、社会の矛盾を告発するような作風へと変化している。この時期の作品としては『馬車屋と軍人』（1917年）『労働者誘拐』（1918年）がある。
1920年代に入ってからは、1923年の大杉栄、1924年には中浜鉄・古田大次郎など、親交のあった無政府主義者が次々と弾圧されるなかで、無政府主義から徐々に離れ、プロレタリア文学運動の方向に動いていく。この時期の作品としては『恋と牢獄』（1923年）、『彼と彼の内臓』（1927年）がある。プロレタリア文学運動の退潮期にも、『人生の入り口』（1935年）など地道に創作活動を続けていた。
戦後、小林多喜二の虐殺の真相をいち早く明らかにし、新日本文学会の発起人もつとめ、民主主義文学運動を推進するとともに、地元の後進たちの指導にもあたった。農村の戦後の改革を描いた『花嫁と馬一匹』（1948年）がこの時期の代表作である。1950年代に入ってからは、小説よりも回想記の執筆が主となり、『わが文学半生記』（1953年）は大正時代の日本文学の貴重な証言となっている。1970年、歌集『わけしいのちの歌』で、多喜二・百合子賞を受賞した。

## 著書
- 『赤い矢帆』 新潮社 1919 (新進作家叢書)
- 『労働者誘拐』 東京刊行社 1919　のち新日本文庫
- 『新芸術と新人』 聚英閣 1920
- 『性格破産者 新潮社 1920
- 『悪霊』 春陽堂 1920
- 『或女の犯罪』 金星堂 1922
- 『木の葉の小判』 赤い鳥社 1922
- 『恋と牢獄』 新潮社 1923
- 『かみなりの子』 第一出版協会 1925 (第一童話叢書)
- 『火山の下に』 文化集団社 1934
- 『向日葵之書』 楽浪書院 1935
- 『梟のお引越し』 中央公論社 1940
- 『はたらく子供』 桜井書店 1941
- 『愛情 白揚社』 1942 (現代生活群書)
- 『太平洋漂流記』 二葉書店 1946 (二葉文庫)
- 『流と子供』 桜井書店 1947
- 『虚無の花』 十月書房 1947
- 『たのしいどうぶつ』 二葉書店 1948
- 『最後の夜』 新興出版社 1948
- 『思想と生活』 石狩書房 1948
- 『花嫁と馬一匹』 白林社 1950
- 『わが文学半生記』 青木文庫 1953　のち角川文庫、講談社文芸文庫
- 『わが文学論』 青木新書 1955
- 『三つの死』 新評論社 1955
- 『奇怪な七つの物語』 三一新書 1956
- 『封建性 部落を支配しているもの』 大日本雄弁会講談社 1958 (ミリオン・ブックス)
- 『続・わが文学半生記』 春陽堂書店 1958  のち青木文庫
- 『たたかいの作家同盟記 わが文学半生記・後編』　新日本出版社 1966－68
- 『わけしいのちの歌 歌集』 鳩の森書房 1969 のち新日本文庫
- 『江口渙自選作品集』 全3巻 新日本出版社 1972－73
- 『少年時代』 光和堂 1975
- 『晩年の芥川竜之介』 落合書店 1988

## 共著
- 『関東大震災と亀戸事件』 関東大震災・亀戸事件四十周年犠牲者追悼実行委員 編　刀江書院　1963.9

## 翻訳
- 『罪と罰 ドストイェーフスキー全集 第3巻』 ドストイヱフスキー全集刊行会, 大正10